# Belfort-du-Quercy
Belfort-du-Quercy – miejscowość i gmina we Francji, w regionie Oksytania, w departamencie Lot.
Według danych na rok 1990 gminę zamieszkiwało 458 osób, a gęstość zaludnienia wynosiła 13 osób/km² (wśród 3020 gmin regionu Midi-Pireneje Belfort-du-Quercy plasuje się na 623. miejscu pod względem liczby ludności, natomiast pod względem powierzchni na miejscu 221.).